# Ralph Neves
Ralph Neves, "O Pimenteiro Português" e tinha a alcunha “Príncipe dos Ossos Partidos” (Cabo Cod, 26 de agosto de 1926 - Califórnia, 7 de julho de 1995 (68 anos)), foi um célebre jockey luso-americano, de famílias açorianas, que ficou famoso pela sua determinação durante as corridas de cavalos dos Estados Unidos da América em que participava. Foi duplo de cinema, nessa actividade, no filme Broadway Bil realizado por Frank Capra.